# 塞爾特吉
塞爾特吉是哥倫比亞的城鎮，位於該國西部，由喬科省負責管轄，始建於1775年，面積342平方公里，海拔高度127米，2005年人口6,797，人口密度每平方公里19.87人。
5°24′N 76°36′W / 5.400°N 76.600°W